# Culte du taureau
Le culte du taureau est un ensemble de pratiques d'hommage ou de vénération rendu par un groupe de personnes à un ou plusieurs taureaux.

## Histoire
Le culte du taureau précède historiquement celui du cheval, les bovins étant déjà domestiqués et employés à la traction quand les chevaux sont à peine apprivoisés. Bœufs et taureaux sont fréquemment présents dans l'art et les cultes, au IVe millénaire av. J.-C. en particulier. 
Platon y fait référence dans ses écrits concernant l'Atlantide : 

« Des taureaux étaient libérés dans l'enceinte du sanctuaire de Poséidon ; les dix rois y étaient seuls et priaient le dieu de capturer la victime qui lui serait agréable ; sans armes de fer, avec des épieux et des lacs, ils se mettaient en chasse. Celui des taureaux qu'ils avaient capturé, ils le conduisaient à la colonne et l'égorgeaient à son sommet, contre l'inscription. Sur la colonne, outre les lois, figurait un serment qui prononçait de terribles imprécations contre ceux qui le trahiraient. Quand donc, après avoir sacrifié selon leurs lois, ils consacraient tous les membres du taureau, ils remplissaient de vin trempé un cratère, et lançaient un caillot de sang sur chacun d'eux. Le reste était porté au feu et la colonne était purifiée »

— Platon, Critias
Il est notamment présent dans le mithraïsme (sacrifice du taureau), le mythe du Minotaure et le culte d'Apis. Le veau d'or de la Bible est sans doute en relation avec ce culte. Enfin, la razzia des vaches de Cooley, dans la mythologie celtique irlandaise, raconte comment la reine Medb attaque l'Ulster, pour entrer en possession du Brun de Cúalnge, un taureau vraisemblablement investi de pouvoirs divins. Particulièrement présent dans la région méditerranéenne, le culte du taureau est plus tard remplacé par le culte du cheval dans certaines régions, en particulier les steppes eurasiennes.